# Heljanowo
Heljanowo – dawny majątek. Obecnie część wsi Lejce na Białorusi, w obwodzie witebskim, w rejonie miadzielskim, w sielsowiecie Słoboda.

## Historia
W czasach zaborów w gminie Żośna, w powiecie wilejskim, w guberni wileńskiej Imperium Rosyjskiego.
W latach 1921–1945 wieś leżała w Polsce, w województwie wileńskim, w powiecie duniłowickim, od 1926 w powiecie postawskim, w gminie Żośno.
Według Powszechnego Spisu Ludności z 1921 roku zamieszkiwało tu 45 osób, 39 było wyznania rzymskokatolickiego, 6 prawosławnego. Jednocześnie 40 mieszkańców zadeklarowało polską przynależność narodową, 5 białoruską. Było tu 5 budynków mieszkalnych. W 1931 w 4 domach zamieszkiwało 11 osób.
Wierni należeli do parafii rzymskokatolickiej w Wesołusze i prawosławnej w Starych Habach. Miejscowość podlegała pod Sąd Grodzki w Miadziole i Okręgowy w Wilnie; właściwy urząd pocztowy mieścił się w Słobodzie Żośniańskiej.
Po agresji ZSRR na Polskę w 1939 roku wieś znalazła się w granicach BSRR. W latach 1941–1944 była pod okupacją niemiecką. Od 1945 leżała w BSRR. Od 1991 roku w Republice Białorusi. 